# Apion des roses trémières
Rhopalapion longirostre
Espèce
L’apion des roses trémières (Rhopalapion longirostre) est une espèce d'insectes coléoptères de la famille des Brentidae (anciennement des Apionidae).
Il appartient à la vaste super-famille des Curculionoidea qui compte plus de 60 000 espèces, dont 1 500 en France.
Le couple uni est plus petit que le bout phosphoré d'une allumette, et il faut bien regarder pour l'apercevoir sur les boutons ou les feuilles des roses trémières (Alcea rosea). La femelle porte un rostre aussi long que son corps, tandis que celui du mâle est un peu plus court. L'extrémité du rostre porte les pièces buccales.
Inconnu en France dans les années 1970, cet apion était largement répandu en Asie Mineure, au Moyen-Orient et en Amérique du Nord. Il a été repéré pour la première fois en France en 1982, dans l'Ardèche et en quelques années il a envahi le pays tout entier.
L'insecte pond en juin-juillet, les jeunes larves se développent pendant environ un mois dans les graines.
Sauf pullulation très importante, il ne semble pas que l'invasion de ce petit coléoptère mette véritablement les roses trémières en danger, étant donné le nombre élevé de graines que celles-ci produisent sur chaque pied. Cependant les dégâts sont facilement visibles, sous la forme des trous par lesquels sortent les jeunes insectes.